# Rovnocapnia atra
Rovnocapnia atra  (лат.) — ископаемый вид веснянок рода Rovnocapnia из семейства Capniidae. Европа, Украина, эоценовый ровенский янтарь (около 40 млн лет).

## Описание
Мелкие веснянки, длина 5—6 мм. От близких родов отличается укороченными многочлениковыми, конусовидными церками. Тело, крылья и ноги чёрного цвета. Эпипрокт трубковидный.
Вид Rovnocapnia atra был впервые описан в 2009 году российским энтомологом Ниной Дмитриевной Синиченковой (Лаборатория артропод, Палеонтологический институт РАН, Москва) вместе с ископаемыми видами Rovnocapnia ambita Sinitshenkova, 2009, Palaeoleuctra acuta Sinitshenkova, 2009. Виды Rovnocapnia ambitaобразуют род Rovnocapnia Sinitshenkova, 2009. Видовое название R. atra происходит от латинского слова atra (чёрный), а родовое Rovnocapnia — от города Ровно и рода Capnia.